# حسين أباد سراستانة (بنستان)
حسین أباد سراستانة (بالفارسية: حسین‌آباد سراستانه) هي قرية تقع في إيران في قسم بنستان الريفي.